# ثمانية عشر - تسعة وعشرون (مسلسل)
ثمانية عشر، تسعة وعشرون (بالكورية: 열여덟، 스물아홉 | حرفياً: يوليودول سمّلماهوب | أسماء أخرى: 18 ضد 29) هو مسلسل تلفزيوني كوري جنوبي من بطولة باك سن يونغ وريو سو يونغ. بث المسلسل الكوميدي الرومانسي على قناة كي بي إس 2 ابتداء من 7 مارس وحتى 26 أبريل من عام 2005 يومي الاثنين والثلاثاء الساعة 21:55، وتضمن المسلسل 16 حلقة بنيت قصتها على رواية من الإنترنت هي «4321 يوماً قضيناها سوياً».

## القصة
يو هي تشان (باك سن يونغ) هي ربة منزل عمرها 29 ومتزوجة من نجم سينمائي مشهور لكنها غير سعيدة بزواجها من كانغ سانغ يونغ (ريو سو يونغ). في طريقها إلى المحكمة لطلب الطلاق تعرضت لحادث سير غير مجرى حياتها. أصيبت يو هي تشان بفقدان رجعي للذاكرة أعاد عقلها إلى سن المراهقة عندما كان عمرها 18 عاما، ليصبح كل شيء غير مألوف من حولها.
عندما كانت هي تشان في المدرسة الثانوية في التسعينات، فإنها كانت تعتبر كانغ بونغ مان، أشهر صبي في المدرسة والملقب بأمير الثلج، بأنه عدو لها. رغم سطحيته وقساوته، قام بونغ مان بإخفاء ضعفه بسبب خلفيته العائلية سيئة السمعة. مع كل ذلك فإنه لم يخطر على بال هي تشان أن زميلها الذي تحتقره وتكرهه سيغير اسمه إلى كانغ سانغ يونغ ويصبح ممثلاً وزوجها المستقبلي أيضاً. بالنسبة إلى سانغ يونغ فإن يرى زوجته تعيش حياة أيام مدرسة الثانوية مرة أخرى معززة حبهم المفقود، في حين يكافح هو لإصلاح زواجهما المحطم ويساعدها لإستعادة ذاكرتها. في نفس الوقت فإن هي تشان تبدأ بالوقوع في الحب معه مرة أخرى، لكن العائق الوحيد بينهما هي شن جي يونغ (باك أون هي)، وهي ممثلة تريد سانغ يونغ لنفسها.

## الإنتاج
- كاتب القصة: غو بونغ هوانغ، وكم غيونغ هي.
- إخراج: كم وون يونغ، هام يونغ هن

## طاقم العمل
| الممثل/الممثلة | الشخصية                        |
| -------------- | ------------------------------ |
| باك سن يونغ    | يو هي تشان                     |
| ريو سو يونغ    | كانغ سانغ يونغ (كانغ بونغ مان) |
| بام أون هي     | شن جي يونغ                     |
| إي جنغ من      | كم نون                         |
| شن غو          | كانغ تشي سو                    |
| جو أون جي      | يو هي وون                      |
| كم جي يونغ     | جدة تبيع توكبوكي               |
| إي سانغ وو     | كانغ بونغ كيو                  |
| آن ناي سانغ    | سو يون أو                      |
| إي داي يون     | تشوي كي جا                     |
| جنغ دا هي      | إي أون جي                      |
| جو يانغ جا     | باك سن نيو                     |
| كم دا راي      | إي سن مي                       |
| إي هان وي      | بانغ كام دوك                   |
| باك من جي      | يو هي تشان في الصغر            |
| تشوي شي وون    | كانغ بونغ مان في الصغر         |
| جنغ جي آن      | يو هي وون في الصغر             |

## الموسيقى التصويرية الأصلية
1. Love Song (أغنية حب - جو وون سون)
2. 사랑은 유리같은 것 (الحب كالزجاج - باك سن يونغ)[5]
3. 예감 (نذير شؤم)
4. Memory (ذاكرة)
5. 나를 잊지 말아요 (لا تنسيني)
6. Flown Away (المُبْعَد)
7. 단 한번이라도 (لمرة واحدة فقط)
8. So Good Bye (لذلك، وداعاً)
9. 오늘 하루 (اليوم هو اليوم)
10. 스물아홉 혜찬 (هي تشان ذات 29 سنة)
11. Run (اهرب)
12. 열여덟 혜찬 (هي تشان ذات 18 سنة)
13. Snowy (ثلجي)
14. Sang-young Story (قصة سانغ يونغ - نسخة غيتار)
15. Hye-chan 2 (هي تشان 2)
16. Hye-chan 3 (هي تشان 3)
17. Love Song (أغنية حب - نسخة موسيقية)

## تقييم الحلقات
| تاريخ الحلقة | رقم الحلقة | على مستوى الدولة |
| ------------ | ---------- | ---------------- |
| 2005-03-07   | 1          | 18.2 (الثالة)    |
| 2005-03-08   | 2          | 17.0 (الرابعة)   |
| 2005-03-14   | 3          | 17.6 (الثالثة)   |
| 2005-03-15   | 4          | 18.5 (الثانية)   |
| 2005-03-21   | 5          | 16.3 (الرابعة)   |
| 2005-03-22   | 6          | 17.1 (الثالثة)   |
| 2005-03-28   | 7          | 17.3 (الرابعة)   |
| 2005-03-29   | 8          | 18.1 (الثالثة)   |
| 2005-04-04   | 9          | 14.6 (السابعة)   |
| 2005-04-05   | 10         | 14.2 (الثامنة)   |
| 2005-04-11   | 11         | 13.6 (الثامنة)   |
| 2005-04-12   | 12         | 12.5 (الثامنة)   |
| 2005-04-18   | 13         | 12.9 (الثامنة)   |
| 2005-04-19   | 14         | 14.1 (الثامنة)   |
| 2005-04-25   | 15         | 15.9 (الخامسة)   |
| 2005-04-26   | 16         | 15.9 (الخامسة)   |
| المتوسط      | المتوسط    | 15.9%            |

- المصدر: AGB Nielsen Korea

## وصلات خارجية
- 18 ضد 29 (دراما - 2005) في موقع هان سينما.